# Digoksin
Digoksin je eden od najboljših kardiotoničnih glikozidov. Povečuje krčenje srca, upočasnjuje srčni utrip in upočasni prevajanje po srčni mišičnini. 
Disoksin je prečiščen srčni glikozid podoben digitoksinu, ki ga najdemo v listih rastline naprstec (Digitalis lanata), ki jo je odkril William Withering. Njegov ustrezen aglikon je Digoksigenin in njegov derivat acetil je acetdigoksin. 
Disoksin se uporablja pogosto za zdravljenje različnih srčnih obolenj in sicer atrijske fibrilacije in včasih odpovedi srca, ki se ga ne da nadzorovati z drugimi zdravili.
Disoksin pripravki so na voljo na trgu pod naslednjimi trgovskimi imeni: Cardigox; Cardiogoxin; Cardioxin; Cardoxin; Coragoxine; Digacin; Digicor; Digomal; Digon; Digosin; Digoxine Navtivelle; Digoxina-Sandoz; Digoxin-Sandoz; Digoxin-Zori; Dilanacin; Eudigox; Fargoxin; Grexin; Lanacordin; Lanacrist; Lanicor; Lanikor; Lanorale; Lanoxicaps; Lanoxin; Lanoxin PG; Lenoxicaps; Lenoxin; Lifusin; Mapluxin; Natigoxin; Novodigal; Purgoxin; Sigmaxin; Sigmaxin-PG; Toloxin.
Prav tako je na voljo kot 0,05 mg / ml peroralne raztopine in 0,25 mg / ml ali 0,5 mg / ml raztopine za vbrizgavanje.

## Uporaba v medicini
Listi rastline iz rodu (Digitalis lanata) - naprstec, imajo dolgo zgodovino in medicinsko uporabo. Britanski zdravnik William Oveneli je zaslužen za prvo objavljanje opisa uporabe digitalisovih derivatov.
Danes sta najbolj pogosta indikatorja za digoksin atrijska fibrilacija in motnja srčnega ritma s hitro ventrikularno reakcijo preko beta zaviralcev in / ali kalcijevih zaviralcev sta najboljša prva izbira. Visoka stopnja ventikulacije vodi do nezadostnega diastoličnega časa polnjenja.
Digoksin upočasni prevajanje impulzov v AV vozlu in povečanje njegove neodzivnosti ter na tak način zmanjša stopnjo ventrikulacije. To ne vpliva na samo aritmijo, vendar izboljša funkcijo črpanja srca zaradi izboljšanega polnjenja ventriklov.
Uporaba digoksina pri težavah s srcem v sinusnem ritmu je bil nekoč standard, vendar je sedaj sporna. V teoriji naj bi povečala silo krčenja katera naj bi vodila k boljši funkciji črpanja srca, vendar je njegov vpliv na prognozo sporen zato so sedaj na voljo druge učinkovite metode zzdravljenja. Digoksin ni več prva izbira za kongestivno srčno popuščanje, vendar še vedno lahko koristni pri bolnikih, ki ostanejo simptomatsko kljub uporabi diuretika in zdravljenja z ACE inhibitorjem. To zdravilo je izgubilo ugled, ker se je izkazalo, da ni učinkovito pri zmanjšanju srčnih obolenj in smrtnosti pri srčnem popuščanju vendar pa je bilo dokazano, da je digoksin povečal kakovost življenja.
Rastlina Digitalis / digoksin trenutno ni zaželena, saj ni opazne koristi za preživetje pri bolnikih s kongestivnim srčnim popuščanjem, vendar se je dokazano zmanjšalo število hospitalizacij zaradi te bolezni. Ker so druge terapije pokazale koristi preživetja pri kongestivnem srčnem popuščanju, se sprva priporoča druge terapije( npr. Beta zaviralci)predno se uporabi digoksin.
Uporablja se za zdravljenje akutnih in kroničnih srčnih bolezni kot so srčno popuščanje, aritmije ( atrijska fibrilacija in tahikardija) . Terapevtska koncentracija digoksina v serumu je od 0,8 do 2,0 ng / ml v krvi . Vendar pa je pri koncentraciji nad 2 ng / ml v krvi že zelo nevarna in ima ne zaželene stranske učinke . Terapija izvedemo večkratne dnevno, dokler koncentracija digoksina ne doseže 0,8-2,0 ng / ml . Zato je treba bolnika skrbno spremljati in koncentracijo digoksina se določi vsaj za 6 do 8 ur po prejetem odmerku zdravila, ne glede na način uporabe in obliko. Dnevni vzdrževalni odmerek je 0,25 mg. Težava pa nastane pri ljudeh,ki imajo poškodbo ledvic za njih je potreben manjši odmerek, ker se digoksin izloči iz telesa skozi ledvice tako, da če so poškodovani te organi se ne izloča dovolj hitro zato lahko prestopijo prag toksičnosti koncentracij digoksina. Digoksin se ne sme uporabljati v primeru ventrikularne fibrilacije, preobčutljivost na digitalis, tumorjem, hipoglikemija, hipertrofično obstruktivno kardiomiopatijo , motnje AV prevodne (AV blok II., Ali III. Razred), ventrikularna tahikardija, torakalne aorte anevrizma, WPW sindrom še posebej z atrijsko fibrilacijo, sindrom sinus karotidne in bolezni sinusnega vozla .

## Farmakinetične lastnosti
Digoksin se navadno dozira oralno, vendar se lahko v nujnih primerih dozira tudi z IV inekcijo (injekcija IV mora biti počasena in potrebno je spremljati srčni ritem). Čeprav se lahko v terapiji zdravljenje z IV inekcijo lažje prenaša (manj slabost), ima digoksin zelo dolgo razpolovno dobo porazdelitve v srčnem tkivu, ki bodo preložila njegovo delovanje za več ur. Razpolovna doba je približno 36 ur za bolnike z normalnim delovanjem ledvic, digoksin se zato dozira enkrat dnevno, običajno v 125-μg ali 250-μg odmerka.
Pri bolnikih z zmanjšanim delovanjem ledvic je razpolovna doba je precej daljša, skupaj z zmanjšanjem Vd, pozivajo k zmanjšanju odmerka ali pa uporabiti na drug glikozid, kot digitoksin (ni na voljo v Združenih državah Amerike), ki ima precej daljši razpolovni čas izloča se približno sedem dni, odprava je predvsem skozi ledvice in vključuje P-glikoprotein, ki vodi do večjih kliničnih interakcij z drugimi zdravili, ki se pogosto uporabljajo pri bolnikih, ki imajo težave s srcem. Ti vključujejo: spironolakton, verapamil in amjodaron. (Zavira P-glikoprotein, ki je v glavnem odgovorn za odstranitev digoksina).
Učinkoviti nivo plazme razlikujejo glede na medicinske indikacije. Za kongestivno srčno popuščanje, je priporočljiva raven med 0.5 in 1.0 ng/ml. To priporočilo temelji na analizah potencialnih poskusov, kar se kaže na višjih ravneh, ki je lahko povezano s povečano stopnjo umrljivosti. Za nadzor srčnega utripa (atrijska fibrilacija), so koncentracije v plazmi manj opredeljene in so na splošno povečevale srčni utrip. Značilno je, da se ravni digoksina terapevtsko štejejo za nadzor srčnega utripa med 1.0 in 2.0 ng/ml. Pri sumu zastrupitve ali negotovosti, je potrebno nivo digoksina nadzorovati. Raven kalija v plazmi mora biti natančno in skrbno nadzorovana (glej stranske učinke spodaj).
Kinidin, verapamil, amjodaron in povečana koncentracija digoksina v plazmi se mora nadzorovano in skrbno spremljati.
Raziskovalci na univerzi Yale so pogledali podatke iz prejšnjih raziskav, da bi ugotovila, če digoksin različno prizadene moške in ženske. Študija je pokazala, da digoksin, ki je bil uporabljen že stoletja pri bolnikih s srčnim popuščanjem, pa na splošno ni zmanjšala števila smrtnih žrtev, vendar je povzročila manjšo hospitalizacijo. Raziskovalec dr. Harlan Krumholz je dejal, da so bili presenečeni, ko so ugotovili, da so ženske ki jemale digoksin pogosteje umrle v (33%) kot ženske, ki so jemale Placebo tabletke (29%). Izračunali so, da digoksin poveča tveganje smrti pri ženskah za 23%. Razlike v umrljivosti pri moških ni bilo.
Digoksin se uporablja tudi kot standardna kontrolna snovi za poskus zaviranja p-glikoproteina.

## Stranski učinki
Pojav neželenih učinkov je pogost, zaradi svojih ozkih terapevtskih indeksov (razlika med učinkovitostjo in toksičnostjo). Neželeni učinki so odvisni od koncentracije in so redki, ko je koncentracija digoksina v plazmi <0.8 μg/l. Pogostejši pa so pri bolnikih z nizko ravnjo kalija (hipokaliemija), saj digoksin običajno tekmuje z K+ ioni z enako vezavo kot Na+/K+ z ATPaze črpalko.
Pogosti neželeni učinki (≥1% bolnikov), vključujejo izgubo apetita, slabost, bruhanje in drisko, ko se v prebavilih poveča gibljivost. Drugi pogosti neželeni učinki so zamegljen vid, motnje vida (rumeno - zelena Halos in težave z zaznavanje barv), zmedenost, zaspanost, vrtoglavica, nespečnost, nočne more, vznemirjenost, depresija kakor tudi večji občutek čutnih dejavnosti. Manj pogosti neželeni učinki (0,1%-1%) vključujejo: akutno psihozo, amnezijo, krče, skrajšan kompleks QRS, atrijska ali ventrikularne ekstrasistole, atrijske tahikardije z AV-blokom, ventrikularna tahikardija ali fibrilacija in srčni blok. V redkih primerih se je pokazalo, da digoksin povzroči trombocitopenijo. Ginekomastija (povečanje tkiva dojk), ki je omenjena v številnih knjigah, kot stranski učinek, je estrogensko podobna steroidu mulekule z dioksinom mulekule, vendar sistematično zbiranje dokazov pokaže le dvoumnost.
Farmakološki ukrep digoksina po navadi povzroči elektrokardiogram sprememb, vključno s ST depresijo ali T valov inverzije , ki ne kažejo na vpliv. Podaljšanje intervala PR, vendar pa je lahko znak toksičnosti digoksina. Poleg tega se poveča znotraj celični Ca2+, ki lahko povzroči vrsto aritmije imenovano bigeminy (povečano utripanje ) in na koncu ventrikularna tahikardija ali fibrilacija. 
Kombinacija povečanega atrijskega prekata in zaviranje atrioventrikularne prevodnosti (npr. atrijska tahikardija z AV blokom - tako imenovani " PAT z blokom ") je v povezavi s toksičnostjo digoksina.
Pogosto je opisana motnja barvnega vida vendar le redko videna kot negativen učinek digoksina (predvsem rumena in zelena). Vincent van Gogh je "Rumeno obdobje" je dejal, da bi lahko nekako vplivala sočasna terapija rastline Digitalis. 
Drugi učinki digoksina so: zamegljen vid okoli vsake točke svetlobe in videnja. Učinek slednje je tudi razvidno iz Van Gogh je Starry Night. Dokazi o Van Goghovem digoksinu in uporabi so podprti z več avtoportreti v katere je vključena Foksglova rastlina iz katere je narejen digoksin (npr. Portret Dr.Gachet).
Plazemske koncentracije lahko povečajo zdravila proti malariji, medtem ko na hidroksiklorokinonom (na podlagi dveh poročil o posameznih primerih, od leta 1982). Pri prevelikem odmerku so potrebni ukrepi. Če je atrijska fibrilacija srca moteča ali nastane maligni pojav (nezadržno narašča raven kalija zaradi paralize celične membrane, ki je vezana na ATP-odvisno / K črpalko), uporabijo specifični protistrup. Strupenost pa je lahko višja kot običajno zaradi zdravljenja z odmerki kalija. Digoksin se ne odstranjuje s hemodializo ali peritonealno dializo z dovolj učinkovitosti za zdravljenje toksičnosti.
Digoksin ima potencialno nevarne interakcije z verapamilom, amjodaron, eritromicin in adrenalinom (kot bi vbrizgali lokalni anestetik).
Stranski učinki digoksina se po navadi pojavijo zaradi majhnih razlik med terapevtskimi in toksičnimi odmerkih . Zato so nekateri neželeni učinki tudi simptomi prevelikega odmerka . Kot nezaželen stranski učinek se lahko pojavi: aritmija, ventrikularne aritmije, ventrikularna tahikardija, tahikardija supraventrikularna vključno z atrijsko tahikardijo z blokom, sinuatrijski blok, AV blok.

## Učinki
Glavni farmakološki učinki digoksina so na srcu . Učinki so odgovorni za nekatere terapevtske in veliko neželenih učinkov ( glej zgoraj). To so mehanski učinki, saj povečujejo kontraktilnost miokarda, vendar pa je trajanje odziva krčenja le rahlo povečan. Na splošno je srčni utrip zvišan, krvni tlak povečuje možnost kapi in vodi v povečano prekrvavitev tkiv. Miokardna učinkovitost je izboljšale hemodinamiko in delovanja prekata ter s tem tudi izboljšala funkcijo krivulje.
Hitrost prevajanje v atriju se povečuje, vendar se zmanjša v AV vozlu. Učinek na Purkynjevih vlaknih in ventriklu je zanemarljiv. Povečan je avtomatizem v atriju AV vozla, Purkynjevih vlaknih in ventriklih.
EKG spremembe so: povečan PR interval, AV prevajanje se zmanjšajo, zmanjšan interval QT in zmanjšanje trajanja akcijskega potenciala. Prav tako je val T obrnjen in ga spremljajo depresija ST. To lahko povzroči AV ritem in ventrikularno tahikardijo in fibrilacijo.
Dilatacija se kaže v odpovedi srca. Ta učinek je v nasprotju z učinki, ki jih je treba obravnavati kot posledica povečanih znotrajceličnih koncentracij kalcija, saj digoksina izboljša hemodinamiko in vodi k obnavljanju in zmanjšanju posledic.
Digoksin prav tako vpliva tudi na ledvice s povečanim krvnim obtokom in povečano filtracijsko stopnjo. Blag diuretski učinek je viden le pri srčnem popuščanju.

## Mehanizem delovanja
Mehanizma delovanja ne razumemo v celoti, vendar je trenutna hipoteza opisana spodaj.
Digoksin je vezan v zunajceličnem vidiku α-podenote Na+/ K+ ATPaze črpalke v membranah srčnih celic (miociti) in zmanjšuje svojo funkcijo. To povzroči povečanje vsebine natrijevih ionov v mišičnih celicah, kar vodi do dviga ravni intracelularnih kalcijevih ionov. To se pojavi, ker je natrijev/kalcijev izmenjevalec odziven na plazemski membrani in izčrpa natrij/kalcij.
Digoksin zmanjša koncentracijo natrija in posledično tudi kalcija, zato se dvigne koncentracije kalcija s spodbujevanjem celic.
Povečana medceličnina kalcija podaljša fazo 4 in fazo 0 akcijskega potenciala srca, ki vodi do zmanjšanja srčnega utripa. Povečanih količin Ca2+ prav tako vodi do povečanega shranjevanje kalcija v sarko plazemskega retikuluma, kar povzroči povišanje kalcija v vsakem akcijskem potencialu. To vodi do povečanega krčenja srca, brez povečanja izdatkov za srčno energijo.
Dokazano je tudi, da digoksin ne povečuje vagalne dejavnosti s čimer se zmanjšuje srčni utrip in upočasnjuje depolarizacijo v spodbujevalnikov celic v AV vozla. Digoksin se pogosto uporablja pri zdravljenju različnih aritmij.

## Družba in kultura
Charles Cullen je leta 2003 priznal, da je ubil kar 40 pacientov v bolnišnicah s prevelikim odmerkom zdravila za srce, po navadi digoksina z bolnišnice v New Jerseyju in Pensilvaniji so nad njegovo 16-letno kariero ogorčeni. 10. marca 2006 je bil obsojen na dosmrtno zaporno kazen in brez možnosti za pogojni izpust.
25. aprila 2008 je FDA objavila sporočilo za javnost obveščanje javnosti za razred I odpoklic Digitek, blagovne znamke digoksina, ki ga proizvaja Mylan. Nekatere tablete so vsebovale dvojni odmerek in s tem zakonsko povzročale nekaterim bolnikom, da bodo imeli toksične učinke digoksina.
31. marca 2009 je FDA objavila še eno generično sporočilo glede digoksin tabletke, ki je objavljena za javnost na spletni strani agencije: "Caraco Farmacevtski Laboratories, ltd. Napovedan je bil umik vseh tablet ali kakšnih drugih odmerkov digoksina.
Generična farmacevtska družba 31. marec sporoči javnosti (iz Caraco-a):
Vse tablet Caraco blagovne znamke z digoksinom, USP, 0,125 mg, in digoksinom, USP, 0,25 mg, razdeljenih do 31. marca 2009, ki so uporabne do septembra 2011, so se odločili da jih umaknejo s prodaje. Tablete se lahko razlikujejo glede na koncentracijo dioksina.
Raziskava iz leta 2008  je pokazala, da ima digoksin pozitivne učinke ne samo za srce pač pa tudi pri zmanjševanju tveganja za nekatere vrste raka. Vendar so komentarji o tej študiji pokazali, da digoksin ne zmanjšuje tveganja za nastanek raka pri terapevtskih koncentracijah, tako da so rezultati potrebovali dodatne preiskave.
V turškem filmu z naslovom: Nekoč v Anatoliji (Once Upon a Time in Anatolia) pove zdravnik zgodbo o čudoviti ženski, ki je umrla na dan poroda. Zdravnik predvideva, da je umrla zaradi prevelikega odmerka digoksina zaradi srčnega napada.